# El sexo y el amor
El sexo y el amor es una película de Argentina filmada en Eastmancolor dirigida por Armando Bó según su propio guion que se estrenó el 19 de septiembre de 1974 y que tuvo como actores principales a Isabel Sarli, Armando Bó, Ignacio Quirós y Jorge Barreiro.

## Sinopsis
Tras un accidente que lo deja paralítico un hombre impulsa a su esposa hacia la infidelidad.

## Reparto
- Isabel Sarli
- Armando Bó
- Ignacio Quirós
- Jorge Barreiro
- Mario Casado
- Josefina Daniele
- María Estela Lorca
- Gabriela Toscano

## Comentarios
Gente escribió:

”Una vez más Isabel surge y da el mal paso.”

El Heraldo del Cinematografista opinó sobre Armando Bó en relación con este filme:

”Esta vez se lo nota más aferrado a un realismo trágico y con la misma seguridad de querer contar lo que se propone.”

Manrupe y Portela escriben:

”Típico film del Bó de la última época, dando a la historia un marco familiar.”